# Aristolochia oranensis
Aristolochia oranensis är en piprankeväxtart som beskrevs av Ahumada. Aristolochia oranensis ingår i släktet piprankor, och familjen piprankeväxter. Inga underarter finns listade i Catalogue of Life.